# Sipario per il teatro Juliusz Słowacki a Cracovia
Il Sipario per il teatro Juliusz Słowacki a Cracovia (Kurtyna Teatru im. Juliusza Słowackiego w Krakowie) è un dipinto a olio su tela di lino applicata su legno del pittore polacco Henryk Siemiradzki. L'opera venne realizzata nel 1894 e oggi è conservata al museo nazionale di Varsavia.
Questo dipinto è un progetto per un sipario realizzato per il teatro Juliusz Słowacki a Cracovia. A differenza dei tipici sipari, quello con il motivo di questa tela non si arrotola, bensì si solleva sopra la scena. È un cosiddetto sipario "alla tedesca", in quanto è montato su un'asta che sale o scende in un unico pezzo. 

## Storia

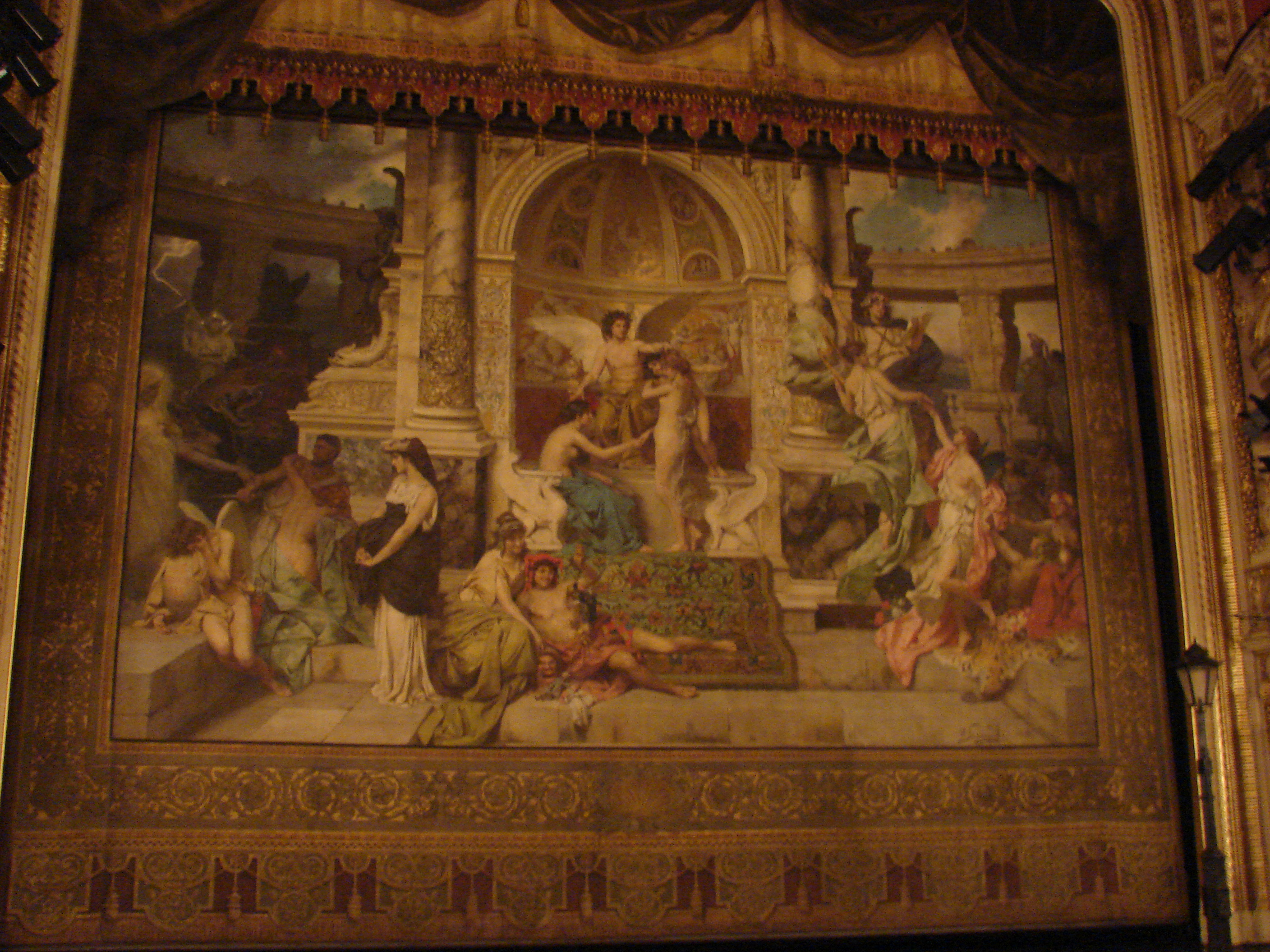
Il sipario vero e proprio.

Siemiradzki creò quest'opera in stile accademico a proprie spese, senza esigere alcuna ricompensa. La città, tuttavia, lo ricompensò con 15.000 fiorini. Dopo essere stato esposto a Roma, il sipario fu alzato per la prima volta il 18 aprile 1894, al teatro cracoviano oggi dedicato a Juliusz Słowacki, durante una rappresentazione di un'opera teatrale di Józef Blizinski intitolata Chwast. In onore della creazione di Siemiradzki, il reggimento di fanteria dell'Opera di Cracovia eseguì e cantò dei brani musicali. La stampa cracoviana fece una descrizione dettagliata del sipario fatta con dei commenti dello stesso artista.

## Descrizione
La scena rappresentata è un'allegoria. Al centro, l'Ispirazione, un genio alato, avvicina la Bellezza e la Verità. Più in basso si trova la Commedia in compagnia di un giullare che tiene i fili di alcune marionette. A sinistra, un'attrice tragica vestita di nero guarda Eros che piange accanto a un'urna. Più a sinistra, nascoste nell'ombra, si trovano il Crimine, i Delitti, le Furie e i fantasmi. La composizione è completata a destra da Psiche, la Musica, il Canto e la Danza. Sullo sfondo si trova una statua di Tersicore, la musa della danza. I colori caldi, eccetto per la parte destra con le sue nuvole scure e i suoi fulmini, danno alla composizione un'atmosfera da estate mediterranea. L'architettura eclettica venne progettata da Jan Zawiejski ed è piena di dorature e decorazioni che incorniciano questa allegoria.